# 许绅
许绅（?—?），字大章，又字大绅，號警菴。京师（北京）人，明朝医生。世医出身，为明代以医术任官职最高之人。

## 生平
祖父许忠、父许观，都以行医知名。许绅性资聪慧，承袭家业。早年任太医院医士，嘉靖时升御医，供事御医房。因治疗有功，得明世宗赏识，升任通政司右通政。又因治愈皇太子病之功，升通政司使。嘉靖十七年（1538年）皇太子朱载𡓝册立，升礼部右侍郎。嘉靖十九年（1540年）升工部尚书，仍主管太医院事。嘉靖二十一年（1542年）壬寅宫变，宫廷婢女杨金英等用丝帛勒缢世宗，使世宗幾乎已然气绝，但经许绅以峻药急救，辰时下药，未时世宗忽然作声，吐出紫血数升，于是能说话，又数剂竟痊愈。世宗因此褒奖许绅救命有功，又加封他为太子太保、礼部尚书，并予以丰厚的赏赐。但許紳在急救世宗时承受着“不效必杀身”的巨大压力，不久他得了病，卧床不起，世宗来看望他，許紳说：“吾不起矣，曩者宫变，吾自度不效必杀身，因此惊悸，非药石所能疗。”病卒，赐谥恭僖。

## 传記資料
- 《明史·卷299·方技传》